# Беса (ТВ серија)
Беса је српска криминалистичка ТВ серија, чији је творац Тони Џордан, по оригиналној идеји Срђана Шапера. Прва сезона је почела са емитовањем 16. децембра 2018. године на ТВ Суперстар. Од 30. септембра 2019. године, серија се емитује на ТВ Прва, а од 19. новембра 2024. на Б92.
Светска премијера друге сезоне серије Беса одржана је на престижном Tallinn Black Nights Film Festival фестивалу у Естонији.
Серија Беса је снимана на више од 200 локација, које обухватају више земаља укључујући Естонију, Србију, Црну Гору, Хрватску итд.
Серија је добила многа признања, укључујући награде Златна антена за најбољу ТВ серију, Златна антена за најбољу фотографију и Златна антена за најбољу музику. 

## Радња
Радња серије је смештена у Србију, Црну Гору и Албанију и прати причу наизглед обичног човека, чији ће се цео живот променити након што доживи саобраћајну несрећу.
Прича прати Уроша Перића породичног човека из Београда и оца двоје деце, који возећи комби на службеном путу у Црној Гори учествује у саобраћајној несрећи.
У тој саобраћајној несрећи, не његовом грешком, страда млада девојка Бесијана. 
Ствар постаје много озбиљнија када Урош, пробудивши се у болници, сазна да је погинула девојка ћерка највећег балканског нарко-боса Дардана Берише.
Да би сачувао своју породицу, Урош је стављен на тест који испитује границе до којих је спреман да иде. 
На том путу, осим Дарданове сенке која је непрекидно над њим, Уроша прати и инспектор Интерпола Петрит Коци, који вођен својим мотивима жели да стане на пут Дардану Бериши. 
У напетом серијалу, из епизоде у епизоду пратимо главне ликове који се на различите начине боре са сопственим изборима и који приказују како кратак моменат у којем се њихови путеви укрсте заувек мења ток живота сваког од њих.
Друга сезона серије „Беса“ наставља се три године касније пошто је Урош Перић примио последњи задатак од шефа албанске мафије Дардана Берише: да убије инспектора Петрита Коција како би искупио сопствени живот. Урош Перић и његова породица налазе се на потпуно неочекиваном месту, док су шеф мафије Дардан Бериша и инспектор Интерпола Петрит Коци смештени у неочекиване заплете и ситуације.
Упркос очевој забрани, Дритон Бериша жељан освете враћа се у Улцињ и покреће низ догађаја који ће наметнути дилему да ли је увек могуће одржати дату реч и заштити породицу.

## Улоге

### Главне улоге
| Глумац              | Улога                   |
| ------------------- | ----------------------- |
| Радивоје Буквић     | Урош Перић              |
| Арбен Бајрактарај   | Дардан Бериша           |
| Милош Тимотијевић   | Петрит Коци             |
| Лана Барић          | Марија Перић            |
| Хана Селимовић      | Дивна Дукић             |
| Милан Марић         | Лука Јовановић          |
| Милица Гојковић     | Уна Перић               |
| Тристан Халилај     | Иљир Сокољи             |
| Јон Раци            | Дритон Бериша (млађи)   |
| Марко Јањић         | Мирко Сандић            |
| Исток Шунтер        | Видан Перић             |
| Греса Паласка       | Теута Бериша            |
| Радослав Миленковић | Мима Стојменов          |
| Менсур Сафхиу       | Хашим/Љах Бајрами       |
| Себастијан Каваца   | Агим Сокољи             |
| Селман Јусуфи       | Скендер Бериша          |
| Милица Зарић        | Вера Коци               |
| Реља Поповић        | Иги Симић               |
| Флорист Бајгора     | Дритон Бериша (старији) |

### Споредне улоге
| Глумац             | Улога             |
| ------------------ | ----------------- |
| Миодраг Кривокапић | Божа Перић        |
| Елизабета Бродић   | Бесијана Бериша   |
| Алимир Суходоили   | Африм             |
| Борис Миливојевић  | Миша              |
| Иван Зарић         | Павле             |
| Небојша Дугалић    | Премовић          |
| Милутин Караџић    | Тодор Лекић       |
| Мирсад Тука        | Судија Баждаревић |
| Рефет Абази        | Иса Скендеров     |
| Славен Дошло       | Јон Цимиљи        |
| Камка Тоциновски   | Ана Цимиљи        |
| Џек Хескет         | Дејвид Беј        |
| Адриан Азири       | Енвер Хаљими      |
| Сесил Теодоре      | Елза              |
| Борис Кобал        | Ангело            |
| Нада Абрус         | Вјера             |
| Гордана Ђурђевић   | Мирјана           |
| Јуре Иванушић      | Зимер             |
| Неритан Лицај      | Фадиљ Сокољи      |
| Душан Ковачевић    | Спасоје           |
| Милена Радуловић   | Стана Павићевић   |
| Божидар Зубер      | Боро              |
| Вања Јовићевић     | Ламија            |
| Албен Укај         | Авди Малићи       |
| Невен Бујић        | Маре Чоловић      |
| Јован Јелисавчић   | Ђоле Чоловић      |
| Иван Иванов        | инспектор Јовић   |
| Тимоти Кордукес    | Јан де Бруин      |
| Омар Бајрамспахић  | Ранко             |
| Момо Пичурић       | деда у затвору    |
| Драгоје Рачић      | Рајко Лалић       |
| Мирко Влаховић     | Божо Павићевић    |
| Анђела Стаменковић | Ева               |
| Пол Леонард Мареј  | Пол Бриндизи      |
| Рон Кељменди       | Башким Бериша     |
| Хазир Хазири       | Аднан Браха       |
| Ивана Шћепановић   | медицинска сестра |
| Марта Костић       | Вања              |
| Александар Динчић  | Полицајац Скоци   |
| Гентрит Шаља       | Екрем             |
| Бленди Садику      | Иса Екремов       |
| Мина Николић       | Сања              |
| Бранко Јанковић    | Жика              |
| Дејан Стојаковић   | Ђоле              |
| Денис Мурић        | Иги               |
| Лана Караклајић    | Наташа            |
| Џејмс Овен         | Робен             |

## Епизоде
| Сезона | Сезона | Епизоде | Епизоде | Оригинално емитовање | Оригинално емитовање |
| Сезона | Сезона | Епизоде | Епизоде | Премијера            | Финале               |
| ------ | ------ | ------- | ------- | -------------------- | -------------------- |
|        | 1.     | 12      | 12      | 16. децембар 2018.   | 10. март 2019.       |
|        | 2.     | 10      | 10      | 27. новембар 2021.   | 26. децембар 2021.   |